# Lịch sử Trung Hoa Dân Quốc
Trung Hoa Dân Quốc (tiếng Trung: 中華民國; bính âm: Zhōnghuá Mínguó) là một chính thể tiếp nối sau triều đình nhà Thanh năm 1912, chấm dứt hơn 2000 năm phong kiến Trung Quốc. Đây là chính thể cộng hòa hiện đại đầu tiên của Trung Quốc và từng lãnh đạo toàn bộ đất nước Trung Quốc trên danh nghĩa từ 1912–1949 và lãnh đạo vùng lãnh thổ Đài Loan từ 1949 đến nay. "Dân quốc" là cách dịch tên gọi thể chế cộng hòa sang Trung văn từ các tiếng châu Âu lúc bấy giờ.
Sau sự thành công lật đổ chính thể nhà Thanh, nhà nước cộng hòa non trẻ lập tức rơi vào nguy cơ bị chia rẽ bởi các quân phiệt địa phương cũ (quân phiệt Bắc Dương). Về mặt đối ngoại, chính thể Dân quốc đã dần thu hồi lại được chủ quyền một số vùng lãnh thổ và thoát dần khỏi sức ép của các cường quốc bên ngoài. Vào năm 1928, nhà nước cộng hòa trên danh nghĩa được thống nhất dưới quyền lãnh đạo của Trung Quốc Quốc dân Đảng, và đang ở những giai đoạn công nghiệp hoá, hiện đại hóa đầu tiên, tuy nhiên, nó lại rơi vào những cuộc xung đột giữa chính phủ Quốc Dân Đảng, Đảng Cộng sản Trung Quốc và những quân phiệt mới (về danh nghĩa là thần phục Quốc dân Đảng) cùng với Nhật Bản. Đa số các nỗ lực xây dựng quốc gia đều bị ngừng trệ trong cuộc kháng chiến chống lại Nhật Bản từ năm 1937 đến năm 1945, và sau này là sự bất hòa giữa Quốc dân Đảng và Đảng Cộng sản Trung Quốc khiến việc thành lập chính phủ liên hiệp không bao giờ có thể diễn ra, gây nên cuộc nội chiến Trung Quốc.
Một loạt những hành động sai lầm về chính trị, kinh tế và quân sự khiến Quốc dân Đảng phải thua trận và chạy sang Đài Loan năm 1949, lập ra một nhà nước độc đảng và tự tuyên bố mình là đại diện hợp pháp duy nhất của toàn bộ Trung Quốc. Tuy nhiên, từ khi công cuộc tự do hóa chính trị bắt đầu vào cuối thập kỷ 1970 tại vùng lãnh thổ Đài Loan, Trung Hoa Dân Quốc đã tự chuyển đổi thành một nhà nước riêng biệt, đa đảng và dân chủ đại nghị.

## Giai đoạn đầu (1912-1916)

### Thành lập nhà nước

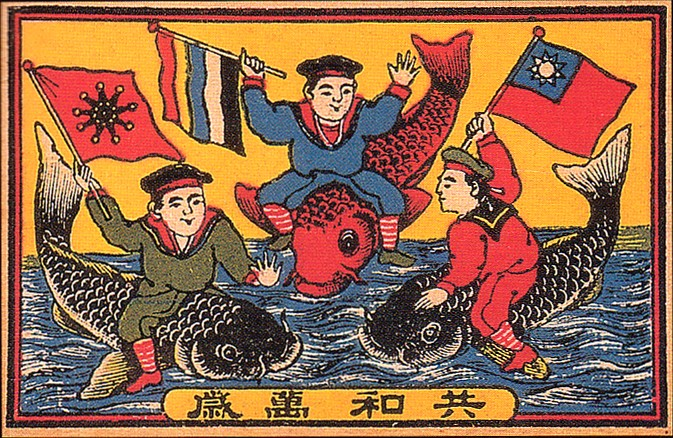
Ba loại cờ khác nhau ban đầu được sử dụng trong cuộc cách mạng. Khẩu hiệu bên dưới viết "Cộng hòa vạn tuế!" cùng năm chủng tộc đại diện bởi lá cờ năm màu của nước Cộng hoà.

Những năm cuối của triều đình nhà Thanh ghi dấu bởi sự bất ổn trong nước và những cuộc xâm lược của nước ngoài. Nhiều cuộc khởi nghĩa trong nước làm thiệt hại mạng hàng triệu người và những cuộc xung đột với các cường quốc bên ngoài luôn kết thúc bởi những hiệp ước bất bình đẳng gây phương hại cho Trung Quốc và buộc nước này phải chi trả những khoản tiền bồi thường to lớn cũng như cắt bớt đất đai. Hơn nữa, một quan điểm nảy sinh trong dân chúng cho rằng quyền lực chính trị cần phải được nhóm thiểu số Mãn Châu trả về cho nhóm đa số Hán. Đối mặt với những bất ổn dân sự và sự bất mãn của dân chúng, triều đình nhà Thanh đã gắng sức cải cách chính phủ theo nhiều cách, như quyết định đưa ra một hiến pháp năm 1906, thành lập các cơ quan lập pháp cấp tỉnh năm 1909, và chuẩn bị cho việc ra đời một nghị viện quốc gia năm 1910. Tuy nhiên, nhiều biện pháp đó bị các thế lực bảo thủ trong triều cản trở, và nhiều nhà cải cách bị tống giam hay thậm chí bị xử tử. Những thất bại của triều đình trong việc ban hành cách biện pháp cải cách dẫn tới tự do hóa chính trị và hiện đại hóa khiến cho những nhà cải cách quyết định chuyển hướng sang con đường cách mạng.
Có nhiều nhóm cách mạng, nhưng nhóm được tổ chức tốt nhất do Tôn Dật Tiên, một nhà cách mạng theo đường lối cộng hoà và nhà hoạt động chống triều đình Thanh ngày càng phát triển và được biết tới nhiều nhất trong số Hoa kiều và các sinh viên du học, đặc biệt là tại Nhật Bản. Năm 1905 Tôn Dật Tiên cùng Hoàng Hưng, một nhà lãnh đạo nổi tiếng của phong trào cách mạng Trung Quốc tại Nhật Bản, thành lập Đồng Minh hội ở Tokyo, Hoàng Hưng giữ chức phó tổng lý. Phong trào này hoạt động nhờ vào tiền đóng góp của những người Trung Quốc ở nước ngoài, và cũng được sự trợ giúp chính trị từ phía nhiều thủ lĩnh quân sự địa phương cũng như những nhà cải cách đã phải bỏ chạy khỏi Trung Quốc sau sự kiện Bách nhật duy tân (còn gọi là Mậu Tuất biến pháp). Học thuyết chính trị của Tôn Dật Tiên hình thành từ năm 1897, và lần đầu được công bố tại Tokyo năm 1905, và được sửa đổi thêm nhiều cho tới tận đầu thập kỷ 1920. Học thuyết này tập trung vào Chủ nghĩa Tam Dân: "Dân tộc độc lập; Dân quyền tự do; Dân sinh hạnh phúc". Về cơ bản, nguyên tắc chủ nghĩa Dân tộc kêu gọi lật đổ triều đình Mãn Châu và chấm dứt quyền bá chủ của nước ngoài tại Trung Quốc. Nguyên tắc thứ hai, Dân chủ, được sử dụng để miêu tả mục đích của Tôn Đật Tiên về một cuộc bầu cử nhân dân nhằm dẫn tới một hình thức chính phủ cộng hoà. Nguyên tắc cuối cùng, Dân sinh, thường được coi như chủ nghĩa xã hội, có mục tiêu giúp những người dân bình thường thông qua việc quản lý quyền sở hữu và các phương tiện sản xuất cũng như đất đai.

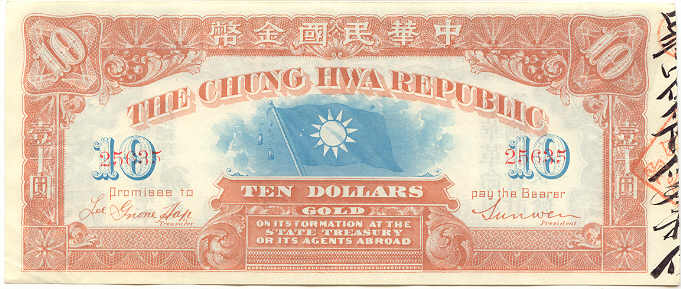
Những khế ước Tôn Dật Tiên đã dùng để thu tiền cho chính nghĩa cách mạng. Trung Hoa Dân Quốc được dịch sang các thứ tiếng châu Âu là Cộng hoà Trung Hoa

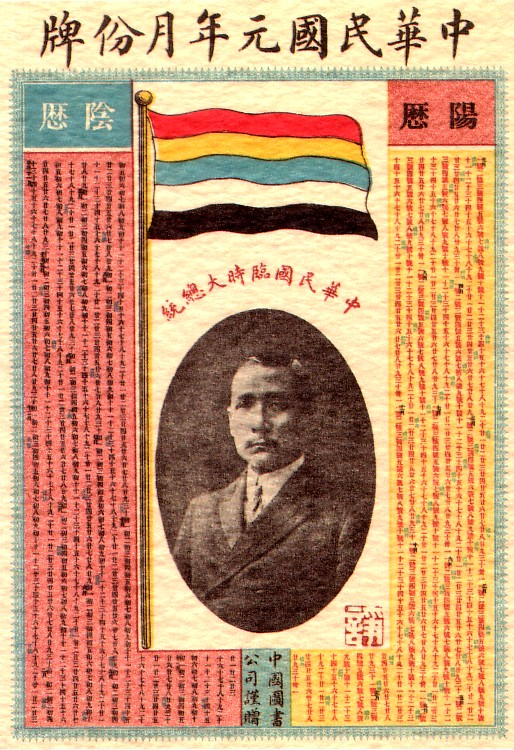
Một bản lịch kỷ niệm năm đầu tiên thành lập nhà nước Cộng hòa cũng như cuộc bầu cử Tôn Dật Tiên làm Tổng thống lâm thời.

Thời kỳ cộng hòa của Trung Quốc bắt đầu với sự bùng phát của cách mạng vào ngày 10 tháng 10 năm 1911, tại Vũ Xương, thủ phủ tỉnh Hồ Bắc, với thành phần là những đơn vị quân đội đã được hiện đại hóa vốn bất mãn với triều đình nhà Thanh. Đây được gọi là cuộc Khởi nghĩa Vũ Xương và được kỷ niệm tại Đài Loan vào Ngày Song Thập. Trước cuộc khởi nghĩa này đã có nhiều cuộc khởi nghĩa và các phong trào phản kháng có tổ chức nhưng thất bại khác bên trong Trung Quốc. Cuộc khởi nghĩa nhanh chóng lan ra các thành phố xung quanh, và các thành viên của Đồng Minh hội (một tổ chức tiền thân của Trung Hoa Quốc dân đảng) trên khắp nước ngay lập tức nổi dậy ủng hộ các lực lượng Khởi nghĩa Vũ Xương. Ngày 12 tháng 10, những người khởi nghĩa chiếm được Hán Khẩu và Hán Dương.
Tuy nhiên, thành công của cuộc cách mạng không kéo dài. Ngày 27 tháng 10, Viên Thế Khải được triều đình nhà Thanh chỉ định làm người chỉ huy đạo Tân quân của ông, gồm cả Lộ quân thứ nhất do Phùng Quốc Chương chỉ huy và Lộ quân thứ hai do Đoàn Kỳ Thụy chỉ huy, nhằm chiếm lại thành phố Vũ Hán, từng bị quân cách mạng chiếm ngày 11 tháng 10. Quân đội cách mạng có khoảng 6.000 người đối đầu với gần 15.000 quân của Viên Thế Khải. Ngày 11 tháng 11, quân cách mạng rút lui khỏi Hán Khẩu tới Hán Dương. Tới ngày 27 tháng 11, Hán Dương cũng mất và quân khởi nghĩa quay về điểm xuất phát, chỉ còn lại Vũ Xương. Tuy nhiên, trong khoảng 15 ngày chiến đấu với quân triều đình, 15 trong số 24 tỉnh đã tuyên bố độc lập khỏi Đại Thanh quốc. Một tháng sau, Tôn Dật Tiên từ Hoa Kỳ quay trở lại Trung Quốc, đem theo số tiền đã quyên góp được từ Hoa Kiều và những người Mỹ có cảm tình với cách mạng. Ngày 1 tháng 1 năm 1912, nhiều đoàn đại biểu từ các tỉnh độc lập bầu Tôn Dật Tiên làm Tổng thống lâm thời đầu tiên của Trung Hoa Dân Quốc.
Vì thời cuộc chuyển biến quá nhanh và sự tuyên bố độc lập của các tỉnh khỏi triều đình nhà Thanh, Viên Thế Khải cảm thấy cần thiết phải đàm phán với những người Cách mạng. Viên Thế Khải đồng ý chấp nhận Trung Hoa Dân Quốc, và vì vậy Tân quân cũng quay sang chống lại nhà Thanh. Chuỗi sự kiện này buộc hoàng đế cuối cùng của Trung Quốc, Phổ Nghi, phải thoái vị ngày 12 tháng 2 theo sức ép của Viên Thế Khải với Hiếu Định hoàng hậu, người đã ký giấy thoái vị chính thức. Tuy nhiên, Phổ Nghi được phép tiếp tục sống trong Tử Cấm Thành. Trung Hoa Dân Quốc chính thức trở thành chính thể tiếp nối triều đình nhà Thanh.

### Giai đoạn đầu của nhà nước Cộng hoà
Ngày 1 tháng 1 năm 1912, Tôn Dật Tiên chính thức tuyên bố thành lập Trung Hoa Dân Quốc và lên làm Tổng thống lâm thời tại Nam Kinh. Nhưng quyền lực ở Bắc Kinh đã rơi vào tay Viên Thế Khải, người đã kiểm soát được toàn bộ Bắc Dương quân, lực lượng quân sự mạnh nhất ở Trung Quốc thời đó. Để ngăn chặn nội chiến và những can thiệp có thể xảy ra từ phía bên ngoài gây phương hại cho nhà nước Cộng hòa non trẻ, Tôn Dật Tiên đồng ý với đề xuất của Viên Thế Khải về việc thống nhất đất nước dưới quyền kiểm soát của một chính phủ do Viên Thế Khải cầm đầu. Ngày 10 tháng 3 tại Bắc Kinh, Viên Thế Khải tuyên thệ nhậm chức trở thành Tổng thống lâm thời thứ hai của Trung Hoa Dân Quốc.

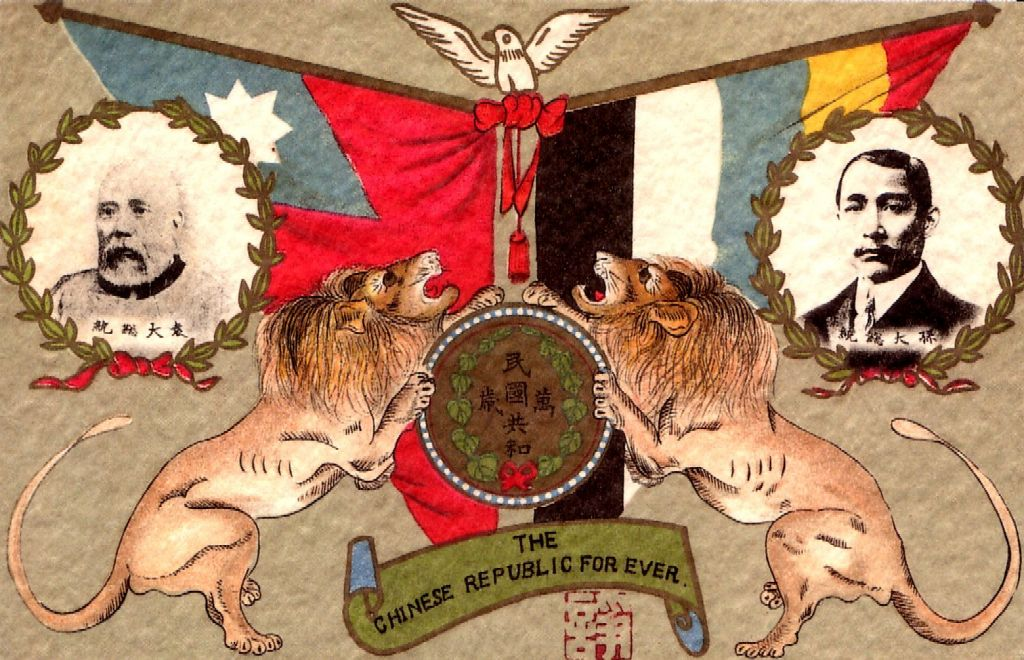
Một áp phích kỷ niệm vị Tổng thống vĩnh viễn của Trung Hoa Dân Quốc Viên Thế Khải và Tổng thống lâm thời của nhà nước Cộng hoà Tôn Dật Tiên.

Nền cộng hòa mà Tôn Dật Tiên và các đồng chí của mình theo đuổi dần hình thành. Dù có nhiều đảng phái chính trị và mọi đảng đều đua tranh nhằm nắm quyền quản lý quốc gia, các nhà cách mạng thiếu một quân đội, và quyền lực của Viên Thế Khải vượt trội so với Quốc hội. Viên Thế Khải sửa đổi hiến pháp với tham vọng trở thành lãnh đạo độc tài. Tháng 8 năm 1912 Quốc Dân Đảng được Tống Giáo Nhân, một trong những đồng chí của Tôn Dật Tiên thành lập. Đây là tập hợp của nhiều đảng nhỏ gồm cả Đồng Minh hội của Tôn Dật Tiên. Trong những cuộc bầu cử toàn quốc được tổ chức vào tháng 2 năm 1913 để bầu ra một quốc hội lưỡng viện mới, các chiến dịch của Tống chống lại bộ máy của Viên Thế Khải với chính đảng ủng hộ ông ta là Đảng Dân chủ, do Lương Khải Siêu lãnh đạo. Tống là một nhà chính trị tài ba và Quốc Dân Đảng nắm đa số ghế tại quốc hội.

### Cuộc cách mạng thứ hai
Viên Thế Khải cho ám sát Tống vào tháng 3; ông đã dàn xếp vụ ám sát nhiều vị tướng lĩnh ủng hộ cách mạng. Tình cảm thù địch với Viên Thế Khải ngày càng tăng. Vào tháng 4, Viên Thế Khải vay 25 triệu bảng Anh từ Anh Quốc, Pháp, Nga, Đức và Nhật Bản và không tham khảo ý kiến trước của nghị viện. Khoản tiền này được dùng chi phí cho Bắc Dương Quân của ông ta. Ngày 20 tháng 5, Viên Thế Khải ký một hiệp ước với Nga công nhận quyền ưu tiên đặc biệt của Nga tại Ngoại Mông và hạn chế quyền của Trung Quốc đối với quân đội đồn trú ở đó. Các thành viên Quốc Dân Đảng trong nghị viện buộc tội Viên Thế Khải lạm dụng quyền lực và kêu gọi lật đổ ông ta. Trái lại, Tiến bộ đảng (chữ Hán: 進步黨; bính âm: Jìnbùdǎng), liên minh của đảng Dân Chủ bảo hoàng, gồm những người ủng hộ chế độ quân chủ và Viên Thế Khải buộc tội Quốc Dân đảng đang kích động một cuộc nổi dậy. Sau đó Viên Thế Khải quyết định sử dụng hành động quân sự để chống lại Quốc Dân đảng.
Trong tháng 7 năm 1913 bảy tỉnh phía nam nổi lên chống lại Viên Thế Khải, dẫn tới Cuộc cách mạng thứ hai (chữ Hán: 二次革命; bính âm: Èrcì Gémìng, Hán-Việt: Nhị thứ cách mệnh). Có nhiều lý do phía dưới dẫn tới Cuộc cách mạng thứ hai bên cạnh sự lạm quyền của Viên Thế Khải. Đầu tiên, nhiều đội quân cách mạng từ các tỉnh khác nhau đã giải giáp sau khi Trung Hoa Dân Quốc được thành lập, và nhiều sĩ quan cũng như binh sĩ cảm thấy rằng họ không được tưởng thưởng xứng đáng cho công lao trong việc lật đổ nhà Thanh. Vì thế nảy sinh nhiều tình cảm bất mãn đối với chính phủ mới bên trong quân đội. Thứ hai, nhiều nhà cách mạng thấy rằng Viên Thế Khải và Lê Nguyên Hồng không xứng đáng giữ chức Tổng thống và Phó tổng thống bởi vì họ đoạt được nó thông qua các cuộc vận động chính trị chứ không phải vì công lao tham gia vào phong trào cách mạng. Và cuối cùng, việc Viên Thế Khải sử dụng bạo lực (như việc ám sát Tống), thủ tiêu hy vọng của Quốc Dân Đảng về những cải cách và các mục tiêu chính trị thông qua các biện pháp bầu cử.
Tuy nhiên, Cuộc cách mạng thứ hai không mang lại lợi ích cho Quốc Dân Đảng. Lãnh đạo lực lượng quân sự của Quốc Dân Đảng ở Giang Tây bị quân của Viên Thế Khải đánh bại ngày 1 tháng 8 và Nam Xương bị chiếm đóng. Ngày 1 tháng 9, Nam Kinh thất thủ. Khi cuộc nổi dậy bị đàn áp, Tôn và những người lãnh đạo khác của cuộc cách mạng phải bỏ chạy sang Nhật Bản. Tháng 10 năm 1913 một nghị viện bù nhìn bầu Viên Thế Khải làm Tổng thống Trung Hoa Dân Quốc, và trao nhiều quyền lực to lớn cho chính phủ của ông ta. Đoàn Kỳ Thụy và các vị tướng lĩnh được tin cậy khác trong Bắc Dương Quân được trao các chức vụ chủ chốt trong nội các. Để có được sự thừa nhận từ bên ngoài, Viên Thế Khải phải chấp nhận cho Ngoại Mông và Tây Tạng được tự trị. Trung Quốc vẫn là một nước bị bảo hộ, nhưng họ phải cho phép Nga tự do hoạt động ở vùng Ngoại Mông và Tanna Tuva và Anh Quốc tiếp tục giữ ảnh hưởng tại Tây Tạng.

### Viên Thế Khải và cuộc chiến tranh giữ nước

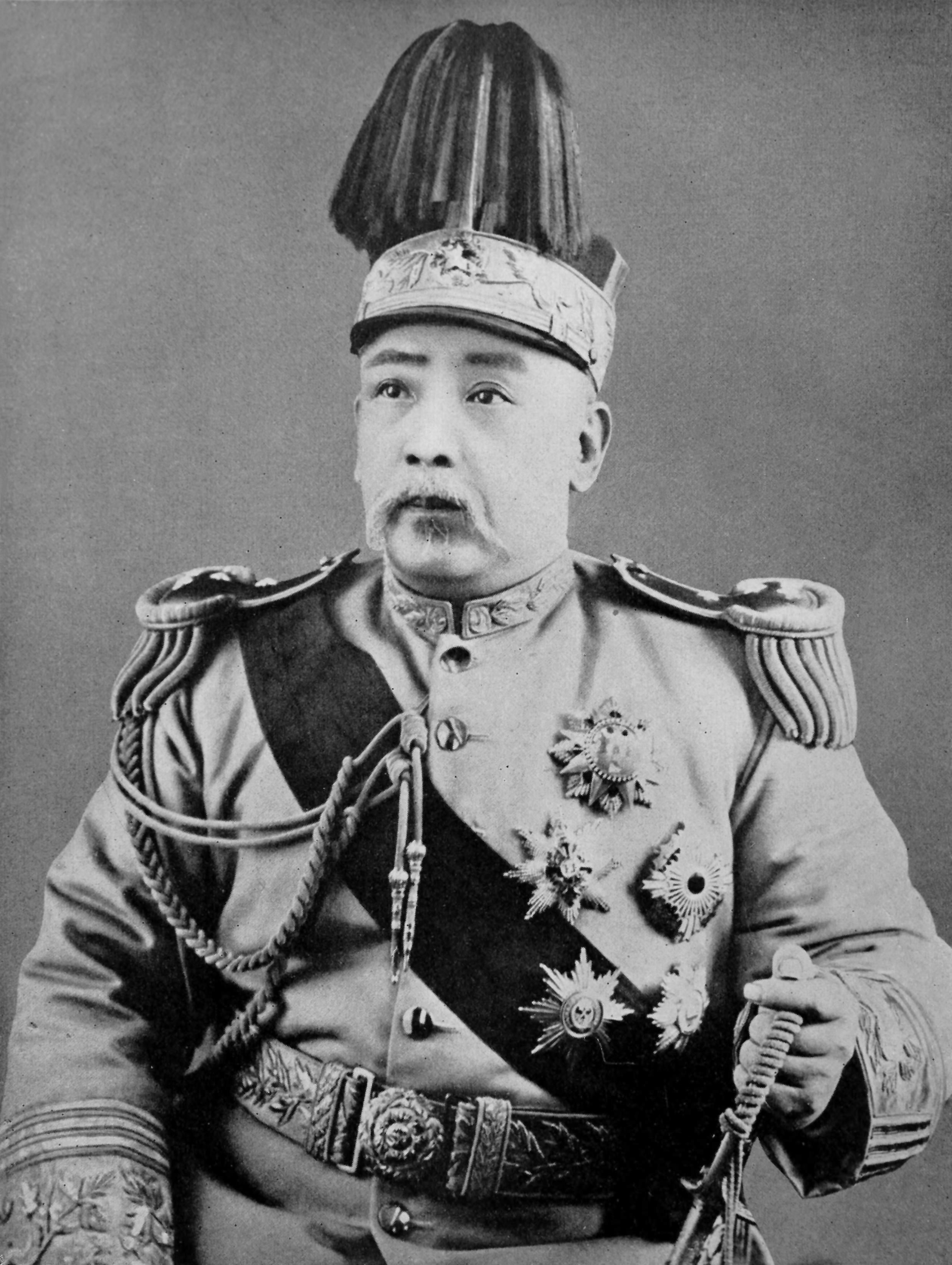
Viên Thế Khải

Tháng 11, Viên Thế Khải, vị tổng thống hợp pháp ra lệnh cho Quốc Dân Đảng tự giải tán và buộc mọi thành viên của đảng này rời khỏi nghị viện. Vì đa số thành viên nghị viện là đảng viên Quốc Dân Đảng, nghị viện không có đủ số đại biểu cần thiết và vì thế không thể được triệu tập. Tháng 1 năm 1914 Viên Thế Khải chính thức đình chỉ nghị viện. Tháng 2 ông kêu gọi triệu tập một cuộc hội nghị nhằm sửa đổi Hiến pháp lâm thời của Trung Hoa Dân Quốc. Hiến pháp sửa đổi trao nhiều quyền lực to lớn cho Viên Thế Khải, cho phép ông tuyên chiến, ký kết các hiệp ước, và chỉ định các chức vụ mà không cần sự đồng thuận từ phía lập pháp. Tháng 12 năm 1914, ông tiếp tục sửa đổi luật pháp, kéo dài nhiệm kỳ tổng thống thành mười năm với số lượng nhiệm kỳ không hạn chế. Đặc biệt, Viên Thế Khải còn chuẩn bị để lên ngôi hoàng đế.
Mặt khác, từ sau thất bại của Cuộc cách mạng thứ hai, Tôn Dật Tiên và các đồng minh của mình tìm cách xây dựng lại phong trào cách mạng. Vào tháng 7 năm 1914, Tôn Dật Tiên Thành lập Trung Hoa Cách mạng Đảng (chữ Hán: 中華革命黨; bính âm: Zhōnghúa Gémìngdǎng). Tôn Dật Tiên cho rằng những thất bại của ông trong việc xây dựng một phong trào cách mạng kiên định có nguyên nhân từ sự thiếu vắng tính đoàn kết giữa các thành viên. Vì vậy, ở đảng mới của mình, Tôn Dật Tiên yêu cầu các thành viên phải tuyệt đối trung thành với ông cũng như tuân thủ một loạt các quy định ngặt nghèo khác. Một số cộng sự của Tôn Dật Tiên trước kia, gồm cả Hoàng Hưng, không đồng tình với ý tưởng về một tổ chức độc tài như vậy và từ chối gia nhập. Tuy nhiên, họ đồng ý rằng không thể để nhà nước cộng hòa quay lại thời cai trị phong kiến.
Bên cạnh các nhóm cách mạng liên kết với Tôn Dật Tiên, còn có nhiều nhóm khác với mục đích lật đổ Viên Thế Khải. Một trong số đó là Đảng Tiến bộ, đảng ủng hộ chế độ quân chủ lập hiến đã chống đối Quốc Dân Đảng trong thời kỳ Cuộc cách mạng thứ hai. Đảng Tiến bộ có được vị trí chính trị phần lớn nhờ hành động phá hoại nghị viện quốc gia của Viên Thế Khải. Ngoài ra, nhiều quan chức cầm đầu các địa phương, từng tuyên bố độc lập khỏi nhà Thanh năm 1912, cho rằng việc ủng hộ thành lập một triều đình phong kiến khác là hành vi hoàn toàn lố bịch. Viên Thế Khải cũng khiến cho các tướng lĩnh Bắc Dương Quân xa lánh ông bằng cách tập trung hóa việc thu thuế từ phía các cơ quan địa phương. Hơn nữa, dư luận chung của người dân đều là chống đối lại Viên Thế Khải.
Khi Chiến tranh thế giới thứ nhất bùng phát năm 1914, Nhật Bản đứng về phía Đồng Minh và chiếm các cơ sở của Đức tại tỉnh Sơn Đông. Năm 1915, người Nhật đưa ra trước chính phủ Bắc Kinh cái gọi là Hai mươi mốt yêu cầu. Các yêu cầu đó có chủ ý thiết lập quyền kiểm soát kinh tế của Nhật Bản trên các hoạt động giao thông đường sắt và khai thác mỏ ở Sơn Đông, Mãn Châu, Phúc Kiến, và buộc Viên Thế Khải phải chỉ định các cố vấn người Nhật vào các vị trí quan trọng trong chính phủ Trung Quốc. Hai mốt yêu cầu này, nếu được chấp nhận, sẽ biến Trung Quốc trở thành một nước bảo hộ của Nhật Bản. Chính phủ Bắc Kinh từ chối một số yêu cầu đó nhưng lùi bước trước sức ép của người Nhật cho phép Nhật giữ lãnh thổ Sơn Đông làm sở hữu của họ. Bắc Kinh cũng công nhận cho Tokyo quyền đối với toàn bộ vùng Mãn Châu và phía đông Nội Mông. Việc Viên Thế Khải chấp nhận những yêu cầu đó khiến dân chúng rất bất mãn, nhưng ông vẫn tiếp tục thực hiện kế hoạch xây dựng một chế độ quân chủ cho riêng mình.
Ngày 12 tháng 12 năm 1915, Viên Thế Khải, được con trai là Viên Khắc Định ủng hộ, tuyên bố thành lập một Đế quốc Trung Hoa mới. Hành động này gây chấn động trên toàn quốc, khởi nghĩa xảy ra ở nhiều tỉnh. Ngày 25 tháng 12, cựu Tổng đốc Vân Nam Sái Ngạc, cựu Tổng đốc Giang Tây Lý Liệt Quân (chữ Hán: 李烈鈞; bính âm: Lǐ Lièjūn), và đô đốc Vân Nam Đường Kế Nghiêu thành lập Hộ quốc quân (chữ Hán: 護國軍; bính âm: Hùgúojūn) và tuyên bố Vân Nam độc lập. Hành động này đã mở đầu cho cuộc Hộ quốc Chiến tranh (chữ Hán: 護國戰爭; bính âm: Hùgúo Zhànzhēng). Sự độc lập của Vân Nam cũng khuyến khích các tỉnh khác phía nam tuyên bố độc lập. Các tướng lĩnh bên trong Bắc Dương Quân của Viên Thế Khải, vốn đã cảnh giác với việc lên ngôi hoàng đế của ông, không thực thi các chiến dịch chống lại Hộ quốc quân. Ngày 22 tháng 3 năm 1916, Viên thoái vị và trở thành vị hoàng đế đầu tiên cũng như cuối cùng của triều đại do chính ông lập lên. Viên chết ngày 6 tháng 6 năm ấy. Phó Tổng thống Lê Nguyên Hồng nắm quyền và chỉ định viên tướng trong Bắc Dương Quân là Đoàn Kỳ Thụy làm Thủ tướng. Những tham vọng về một đế chế cuối cùng đã kết thúc và đất nước lại quay trở lại với chế độ cộng hòa.

## Thời kỳ của các quân phiệt (1916-1928)
Sau cái chết của Viên Thế Khải, các nhóm quân phiệt từng vùng nổi lên đánh lẫn nhau giành quyền kiểm soát chính phủ Bắc Kinh. Dù thực tế có nhiều quân phiệt đã nắm được chính phủ Bắc Kinh trong thời kỳ này, thì đó cũng không phải là một thời kỳ kiểm soát mới hay là một sự thống trị, bởi vì các quân phiệt khác không thừa nhận những giai đoạn cầm quyền ngắn ngủi của nó và tự mình cai trị lãnh địa riêng. Một số nhà sử học cho rằng thời kỳ quân phiệt kết thúc vào năm 1927.

### Chiến tranh thế giới thứ nhất và sự phục hồi vương triều Mãn Châu
Sau khi Viên Thế Khải chết, Lê Nguyên Hồng trở thành Tổng thống và Đoàn Kỳ Thụy lên làm Thủ tướng. Hiến pháp lâm thời được phục hồi và nghị viện lại được triệu tập. Tuy nhiên, Lê Nguyên Hồng và Đoàn Kỳ Thụy có nhiều bất đồng, gay gắt nhất là việc Trung Quốc nên hay không tham gia vào Chiến tranh thế giới thứ nhất. Từ khi cuộc chiến nổ ra, Trung Quốc vẫn giữ thái độ trung lập cho tới khi Hoa Kỳ thúc giục tất cả các quốc gia trung lập tham gia với Đồng Minh, coi đó là sự trừng phạt cho việc Đức sử dụng chiến tranh tàu ngầm không hạn chế. Thủ tướng Đoàn Kỳ Thụy ủng hộ mạnh mẽ việc gia nhập Đồng Minh, bởi vì ông sẽ lợi dụng cơ hội đó để có được những khoản vay từ Nhật Bản nhằm xây dựng đạo quân An Huy của mình. Hai bè phái trong nghị viện tranh cãi nảy lửa về vấn đề này và vào tháng 5 năm 1917 Lê Nguyên Hồng cách chức Đoàn Kỳ Thụy trong chính phủ.
Việc Đoàn bị cách chức khiến các quân phiệt địa phương trung thành với ông tuyên bố độc lập và kêu gọi Lê Nguyên Hồng từ chức Tổng thống. Lê Nguyên Hồng nhờ Trương Huân (chữ Hán: 張勳; bính âm: Zhāng Xūn) làm trung gian dàn xếp. Trương Huân là một viên tướng trong triều đình nhà Thanh trước kia và khi ấy đang làm đốc quân tỉnh An Huy. Ông có ý định tái lập Phổ Nghi lên ngôi hoàng đế. Ngày 1 tháng 7 năm 1917, Trương chính thức tuyên bố rằng nhà Thanh đã được tái lập và yêu cầu Lê Nguyên Hồng từ chức Tổng thống, nhưng lập tức bị Lê bác bỏ. Trong vụ phục tích (tái lập vương triều) này, Đoàn Kỳ Thụy chỉ huy quân đội đánh tan các lực lượng của Trương Huân tại Bắc Kinh. Một trong những máy bay của Đoàn đã ném bom vào Tử Cấm Thành, đây có lẽ là vụ ném bom đầu tiên xảy ra ở Đông Á. Ngày 12 tháng 7, các lực lượng của Trương tan rã và Đoàn trở về Bắc Kinh. Thời đại phục tích ngắn ngủi của nhà Mãn Châu kết thúc. Trong thời kỳ hỗn loạn này, Phùng Quốc Chương, cũng là một vị tướng trong Bắc Dương Quân, nắm quyền Tổng thống tạm quyền của nền cộng hòa và tuyên bố nhậm chức tại Nam Kinh. Đoàn Kỳ Thụy lấy lại chức vụ Thủ tướng. Quân phiệt Trực Lệ của Phùng Quốc Chương và Quân phiệt An Huy của Đoàn Kỳ Thụy sáp nhập trở thành đội quân mạnh nhất sau sự kiện phục tích.

### Chiến tranh hiến pháp
Đoàn Kỳ Thụy thắng lợi trở về Bắc Kinh và trở thành nhà lãnh đạo nhiều quyền lực nhất Trung Quốc. Đoàn giải tán nghị viện ngay khi trở lại và tuyên chiến với Đức và Áo-Hung ngày 13 tháng 8 năm 1917. Tháng 9, sự coi thường hiến pháp của Đoàn khiến Tôn Dật Tiên và các thành viên bị phế truất của nghị viện thành lập một chính phủ mới ở Quảng Châu và Hộ pháp quân (chữ Hán: 護法軍; bính âm: Hùfǎjū) để chống lại sự lạm dụng quyền lực của Đoàn. Trớ trêu thay, chính phủ mới của Tôn Dật Tiên lại không dựa trên Hiến pháp lâm thời. Thay vào đó, chính phủ mới hoạt động theo hình thức chính phủ quân sự và Tôn Dật Tiên nắm quyền Đại Nguyên soái (chữ Hán: 大元帥; bính âm: Dàyúanshuài). Sáu tỉnh miền nam tham gia chính phủ Quảng Châu của Tôn Dật Tiên và đẩy lùi đội quân của Đoàn trong nỗ lực tiêu diệt Hộ pháp quân.
Chiến tranh bảo vệ hiến pháp kéo dài sang tận năm 1918. Nhiều người trong chính phủ Quảng Châu của Tôn Dật Tiên cảm thấy việc ông nắm chức Tổng tư lệnh là quá mức và muốn lập ra một hệ thống chính phủ mới để hạn chế quyền lực quá mức của Tôn. Vì thế, chính phủ Quảng Châu được tái tổ chức để bầu ra một hệ thống nội các bảy thành viên, được gọi là Ủy ban cai quản. Tôn Dật Tiên một lần nữa bị các đối thủ chính trị và các thế lực quân đội gạt ra ngoài. Ông bỏ đi tới Thượng Hải sau sự kiện này.
Chính phủ Bắc Kinh của Đoàn Kỳ Thụy không ở tình trạng tốt hơn chính phủ của Tôn Dật Tiên. Một số tướng lĩnh trong đạo quân An Huy của Đoàn và những người khác trong đạo quân Trực Lệ không muốn sử dụng vũ lực để thống nhất các tỉnh phía nam. Họ cho rằng đàm phán là giải pháp tốt để thống nhất và buộc Đoàn phải từ chức vào tháng 10. Ngoài ra, nhiều người chán ngán với những khoản nợ to lớn của Đoàn với Nhật Bản để chi cho quân đội của ông ta với những cuộc nội chiến. Tổng thống Phùng Quốc Chương, đã sắp hết nhiệm kỳ, được thay thế bởi Từ Thế Xương, một trong những người thầy của Phổ Nghi. Ông này lại muốn đàm phán với các tỉnh phương nam. Tháng 2 năm 1919, các đoàn đại biểu từ các tỉnh phía bắc và phía nam họp tại Thượng Hải để đàm phán về những giải pháp hậu chiến. Tuy nhiên, cuộc gặp gỡ đã không thống nhất được về những khoản vay của Đoàn với Nhật Bản và những nỗ lực đàm phán tiếp sau bị cản trở bởi Phong trào Ngũ Tứ. Chiến tranh bảo vệ hiến pháp đã hoàn toàn chia rẽ Trung Quốc thành hai nửa bắc-nam.

### Phong trào Ngũ Tứ

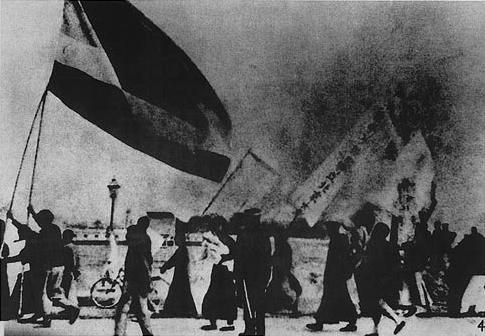
Sinh viên Bắc Kinh tuần hành trong Phong trào Ngũ Tứ

Năm 1917, Trung Quốc tuyên chiến với Đức, hy vọng rằng sẽ lấy lại được những lãnh thổ đã mất, khi ấy đang ở trong tay Nhật Bản. Nhưng năm 1918, chính phủ Bắc Kinh lại ký kết một mật ước với Nhật Bản, chấp nhận chủ quyền của nước này với Sơn Đông. Khi Hiệp ước Versailles xác nhận chủ quyền của Nhật với Sơn Đông và sự bán rẻ lãnh thổ quốc gia của chính phủ Bắc Kinh đến tai quần chúng, những phản kháng trong nước nổ ra. Ngày 4 tháng 5 năm 1919, hàng loạt các cuộc biểu tình đông đảo của sinh viên chống chính phủ Bắc Kinh và Nhật Bản nổ ra. Những người nhiệt tình chính trị, phong trào hành động sinh viên và những trí thức phản đối thần tượng cũ, kêu gọi cải cách cùng với các sinh viên yêu nước phát triển trở thành một phong trào phản kháng toàn quốc được gọi là Phong trào Ngũ Tứ (còn gọi là Ngũ Tứ vận động). Tình hình trí thức, cơ sở để phát triển của Phong trào Ngũ Tứ, được gọi là Phong trào Văn hóa Mới (新文化運動), diễn ra trong giai đoạn từ 1917 đến 1923. Những cuộc biểu tình của sinh viên ngày 4 tháng 5 năm 1919 là đỉnh cao của Phong trào Văn hóa Mới và những thuật ngữ khác cũng thường được sử dụng tương tự. Đại diện Trung Quốc từ chối ký Hiệp ước Versailles, vì áp lực mạnh từ phía những sinh viên và người dân trong nước.

### Chiến đấu chống chủ nghĩa quân phiệt
Phong trào Ngũ Tứ giúp nhen nhóm lại lý tưởng khi ấy đã phai nhạt của cách mạng cộng hòa. Năm 1917, Tôn Dật Tiên đã trở thành Tổng tư lệnh của chính phủ quân sự đối lập ở Quảng Châu hợp tác cùng các quân phiệt phía nam. Tháng 10 năm 1919 Tôn Dật Tiên tái lập Quốc Dân Đảng, đối lập với chính phủ Bắc Kinh. Chính phủ Bắc Kinh, chính thể tiếp sau thời các quân phiệt, bề ngoài vẫn đang là chính phủ hợp hiến và điều hành các quan hệ với phương Tây. Tới năm 1921, Tôn Dật Tiên trở thành tổng thống chính phủ phía Nam. Những năm cuối đời, ông tìm cách củng cố chính quyền của mình và thực hiện tham vọng thống nhất với phương Bắc. Những nỗ lực của ông nhằm có được sự giúp đỡ từ các cường quốc phương Tây đều thất bại, vào năm 1920 ông quay sang Liên Xô, khi ấy cũng vừa thực hiện thành công cuộc cách mạng của riêng mình. Liên Xô muốn trở thành đồng minh với những người cộng sản Trung Quốc bằng cách tấn công chủ nghĩa tư bản phương Tây. Nhưng vì mục tiêu chính trị, lãnh đạo Liên Xô ủng hộ cả Tôn Dật Tiên và Đảng Cộng sản Trung Quốc mới được thành lập. Người Nga hy vọng củng cố được quan hệ của mình nhưng vẫn chuẩn bị hợp tác với bất kỳ bên nào giành thắng lợi. Và cuộc đấu tranh giành quyền lực tại Trung Quốc giữa Quốc Dân Đảng và Đảng Cộng sản bắt đầu nổ ra.
Năm 1922, liên minh quân phiệt miền Nam với Quốc Dân Đảng ở Quảng Châu tan vỡ, Tôn Dật Tiên chạy về Thượng Hải. Tới khi ấy Tôn Dật Tiên đã thấy được sự cần thiết phải có hỗ trợ của Liên Xô để hoàn thành lý tưởng của mình. Năm 1923 một tuyên bố chung giữa Tôn Dật Tiên và đại diện Liên Xô tại Thượng Hải cam kết sự hỗ trợ của Liên Xô cho quá trình thống nhất Trung Quốc. Các cố vấn Xô viết — người nổi tiếng nhất là một thành viên của Quốc tế Cộng sản III, Mikhail Markovich Borodin — bắt đầu tới Trung Quốc năm 1923 để giúp đỡ tái tổ chức và củng cố Quốc Dân Đảng theo hình thức Đảng Cộng sản Liên Xô. Trung Quốc Cộng sản Đảng, theo chỉ dẫn của Quốc tế III hợp tác với Quốc Dân Đảng và các thành viên của họ được khuyến khích gia nhập trong khi vẫn giữ đảng tịch. Khi ấy Đảng Cộng sản Trung Quốc còn nhỏ, mới chỉ có khoảng 300 thành viên năm 1921 và tới năm 1925 là khoảng 1.500 người. Năm 1922, Quốc Dân Đảng đã có khoảng 150.000 thành viên. Các cố vấn Liên Xô giúp Quốc Dân Đảng thành lập một học viện chính trị để huấn luyện những tuyên truyền viên các cách thức vận động nhân dân và vào năm 1923 cử Tưởng Giới Thạch, một trong những trợ thủ của Tôn Dật Tiên từ ngày Đồng Minh hội, tới học quân sự trong nhiều tháng ở Moskva. Sau khi Tưởng Giới Thạch trở về vào cuối năm 1923, ông tham gia vào việc thành lập Trường Võ bị Hoàng Phố bên ngoài Quảng Châu, là khu vực chính phủ thuộc liên minh của Quốc Dân Đảng và Cộng sản Đảng. Năm 1924, Tưởng Giới Thạch trở thành giám đốc của Trường võ bị và bắt đầu xây dựng ảnh hưởng để trở thành người kế tục của Tôn Dật Tiên trong vai trò lãnh đạo Quốc Dân Đảng và thống nhất toàn bộ Trung Quốc dưới chính phủ của những người cánh hữu theo Chủ nghĩa Tam Dân.

### Tưởng Giới Thạch củng cố quyền lực
Tôn Dật Tiên chết tháng 3 năm 1925 tại Bắc Kinh vì bệnh ung thư, nhưng Phong trào quốc gia do ông thành lập đang phát triển vững mạnh. Trong mùa hè năm 1925, Tưởng Giới Thạch, trong vai trò Tổng tư lệnh Quân đội Cách mạng Quốc dân, lập ra một kế hoạch Bắc phạt chống lại các quân phiệt Bắc Dương. Trong vòng chín tháng, một nửa Trung Quốc đã được chinh phục. Tuy nhiên, tới năm 1926, Quốc Dân Đảng chia rẽ thành hai phe cánh tả và cánh hữu và các thành phần Cộng sản bên trong nó bắt đầu phát triển. Tháng 3 năm 1926, sau khi phá vỡ một âm mưu bắt cóc mình , Tưởng Giới Thạch đột ngột miễn nhiệm các cố vấn Xô Viết, đưa ra các luật lệ hạn chế các thành viên Đảng Cộng sản Trung Quốc tham gia vào ban lãnh đạo cấp cao, và xuất hiện với tư cách nhà lãnh đạo tối cao của Quốc Dân Đảng. Liên bang Xô Viết, vẫn hy vọng ngăn chặn một sự chia rẽ giữa Tưởng Giới Thạch và Đảng Cộng sản Trung Quốc, ra lệnh tiến hành các hoạt động Cộng sản bí mật nhằm tạo điều kiện cho cuộc Bắc phạt, mà cuối cùng được Tưởng Giới Thạch ra lệnh thực hiện từ Quảng Châu vào tháng 7 năm 1926.
Đầu năm 1927 sự đối đầu Quốc Dân Đảng và Đảng Cộng sản Trung Quốc dẫn tới sự chia rẽ bên trong hàng ngũ cách mạng. Đảng Cộng sản Trung Quốc và phe cánh tả của Quốc Dân Đảng quyết định dời chính phủ Quốc gia từ Quảng Châu tới Vũ Hán. Nhưng Tưởng Giới Thạch, người đang đạt được thành công với cuộc Bắc phạt, đưa các lực lượng của mình tới tiêu diệt các cơ sở của Đảng Cộng sản Trung Quốc tại Thượng Hải và lập ra một chính phủ chống Cộng ở Nam Kinh vào tháng 4 năm 1927. Khi ấy Trung Quốc có ba thủ đô: thủ đô được quốc tế công nhận của chính quyền quân phiệt tại Bắc Kinh; thủ đô của phe Cộng sản và cánh tả Quốc Dân Đảng ở Vũ Hán; và thủ đô của chính quyền cánh hữu dân-quân sự tại Nam Kinh, nơi đây tiếp tục là thủ đô của chính quyền Quốc Dân Đảng trong thập kỷ tiếp sau.
Lý tưởng của Quốc tế Cộng sản III tan vỡ. Một chính sách mới tiến hành kêu gọi Đảng Cộng sản Trung Quốc thúc đẩy những cuộc khởi nghĩa cả ở thành thị và nông thôn, chuẩn bị cho sự phát triển của làn sóng cách mạng mới. Những nỗ lực không thành công của người Cộng sản nhằm chiếm các thành phố Nam Xương, Trường Sa, Sán Đầu, và Quảng Châu, và một cuộc khởi nghĩa vũ trang ở vùng nông thôn, được gọi là Khởi nghĩa Thu Thu, được các nông dân tỉnh Hồ Nam tiến hành. Cuộc khởi nghĩa này do Mao Trạch Đông lãnh đạo, người mà sau này trở thành chủ tịch Đảng Cộng sản Trung Quốc và lãnh đạo nhà nước Cộng hòa Nhân dân Trung Hoa.
Nhưng vào giữa năm 1927, Đảng Cộng sản Trung Quốc rơi vào thời kỳ thoái trào. Những người Cộng sản bị đẩy lùi khỏi Vũ Hán bởi những đồng minh cánh tả của mình trong Quốc Dân Đảng, và họ cũng bị một chính quyền quân sự khác lật đổ. Tới năm 1928, về danh nghĩa, toàn bộ lãnh thổ Trung Quốc đều thuộc quyền kiểm soát của Tưởng Giới Thạch và chính phủ Nam Kinh ngay lập tức được quốc tế công nhận là chính quyền hợp pháp duy nhất của Trung Quốc. Chính phủ Quốc Dân Đảng thông báo rằng chiếu theo công thức cách mạng ba giai đoạn của Tôn Dật Tiên — Quân chính (quân nhân cầm quyền, dẹp phiến loạn, thống nhất bằng quân sự), Huấn chính (giáo dục chính trị, chuẩn bị hiến pháp) và Hiến chính (dân chủ lập hiến) — Trung Quốc đã đạt tới điểm cuối của giai đoạn đầu tiên và sẽ bắt đầu bước vào giai đoạn hai, dưới sự lãnh đạo của Quốc Dân Đảng.

## Thập niên Nam Kinh (1928-1937)

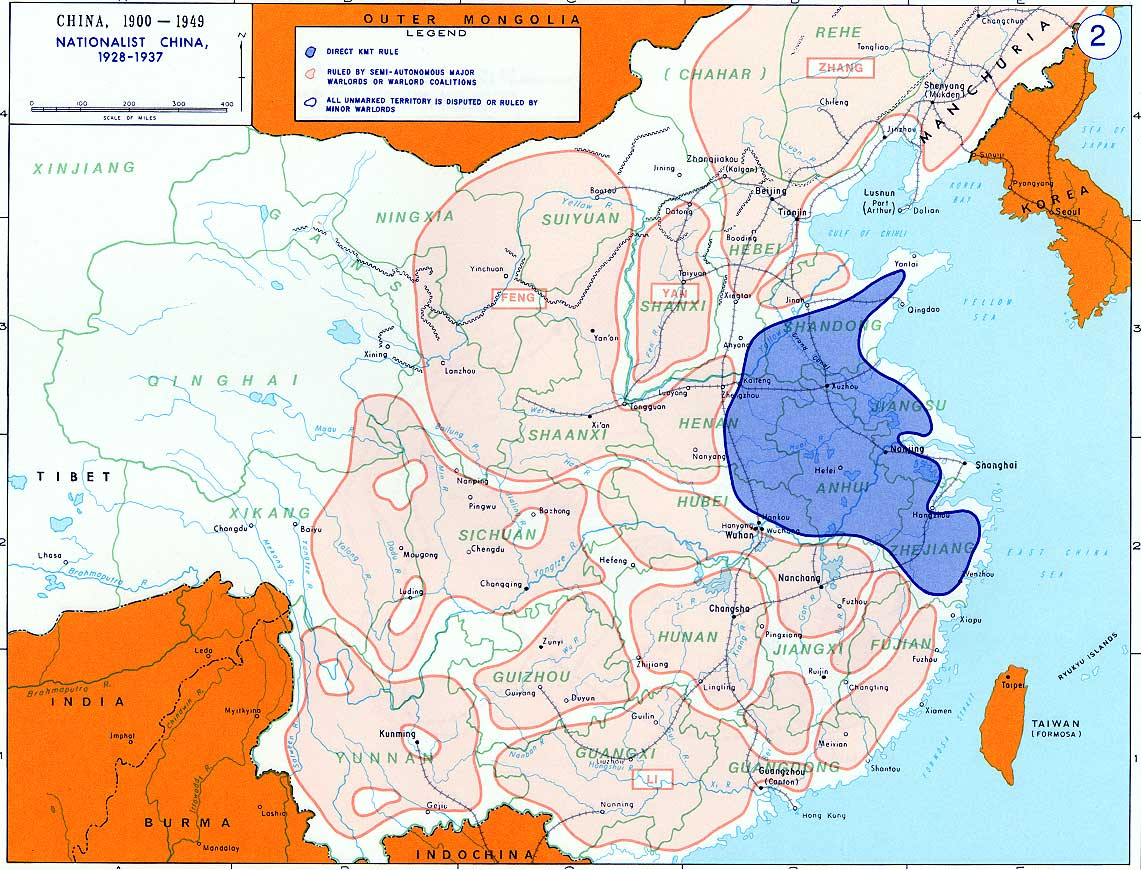
Những vùng kiểm soát trong "Thập kỷ Nam Kinh"

"Thập kỷ Nam Kinh" 1928-1937 là một trong những giai đoạn củng cố và phát triển đất nước của Quốc Dân Đảng. Một số quyền lợi và những đòi hỏi quá đáng của người nước ngoài tại các nhượng địa ở Trung Quốc được giảm bớt thông qua con đường ngoại giao. Chính phủ rất nỗ lực hiện đại hóa hệ thống luật hình sự và dân sự, ổn định giá cả, chi trả dần các khoản nợ, cải cách ngân hàng và hệ thống tiền tệ, xây dựng đường sắt và đường cao tốc, cải thiện các cơ sở y tế công cộng, trừng phạt hành vi buôn bán ma tuý, và tăng trưởng sản xuất sản phẩm nông công nghiệp. Những tiến bộ to lớn trong giáo dục và trong nỗ lực thống nhất đất nước, chương trình phổ cập tiếng Phổ thông Trung Hoa nhằm hạn chế bớt các biến thể ngôn ngữ nói tiếng Trung khác. Mạng lưới cơ sở thông tin được thành lập nhiều nơi càng làm tăng tình cảm thống nhất bên trong dân chúng. Mặt khác, tự do chính trị bị hạn chế rất nhiều so với những thời kỳ trước đó bởi Quốc Dân Đảng cai trị theo hình thức độc đảng với triết lý "giám hộ chính trị" và thường dùng các biện pháp bạo lực để dẹp yên các hành vi chống đối chính phủ.
Dù trên danh nghĩa Quốc Dân Đảng kiểm soát toàn bộ đất nước trong giai đoạn này, nhiều vùng rộng lớn của Trung Quốc vẫn ở tình trạng bán tự trị với người cầm đầu là các quân phiệt địa phương. Sự kiểm soát của Quốc Dân Đảng mạnh nhất tại các vùng phía đông Trung Quốc, xung quanh thủ đô Nam Kinh, nhưng các quân phiệt địa phương như Phùng Ngọc Tường và Diêm Tích Sơn vẫn giữ nhiều quyền lực to lớn bên trong lãnh địa của mình. Chiến tranh Trung Nguyên năm 1930 và sự xâm lược của Nhật Bản năm 1931 dường như đã giải quyết được tình thế này khi các chính quyền địa phương không thể tập hợp với nhau thành một mặt trận chung cùng với chính phủ trung ương.

### Quân đội Hoa Kỳ trước và ở thời Trung Hoa Dân Quốc
Từ năm 1901 đến 1937, Quân đội Hoa Kỳ duy trì một sự hiện diện mạnh mẽ ở Trung Quốc nhằm đảm bảo các quyền lợi thương mại tại Viễn Đông và đảm bảo một liên minh với Trung Hoa Dân Quốc, sau nhiều rắc rối ngoại giao với Đế chế Trung Quốc. Quan hệ giữa Hoa Kỳ và Trung Quốc tăng rồi lại giảm, giai đoạn nồng ấm kế tiếp ngay bằng những cuộc biểu tình bạo lực chống Mỹ.
Trong thập kỷ 1920 và 1930, Hạm đội châu Á của Hải quân Hoa Kỳ có căn cứ tại Trung Quốc, và hình ảnh cổ điển về người "Thủy thủ Trung Hoa" đã phát triển, khi một số lượng lớn thành viên Hải quân Hoa Kỳ đóng quân tại Trung Quốc trong 10-12 năm và sau khi về hưu vẫn tiếp tục sống tại đó. Bộ phim kinh điển The Sand Pebbles đã kịch hóa cuộc sống của những thủy thủ Trung Hoa.
Quân đội Hoa Kỳ cũng đưa ra nhiều giải thưởng và huân huy chương ghi nhận công lao của những người lính đã thực hiện nghĩa vụ tại Trung Quốc. China Service Medal, China Campaign Medal, Yangtze Service Medal, và China Relief Expedition Medal đều là những huy chương quân sự thường thấy trên ngực áo của những người lính đã phục vụ tại đây.
Khi Chiến tranh thế giới thứ hai cận kề, quân đội Hoa Kỳ dần rút đi để bảo vệ các quyền lợi khác của họ tại Thái Bình Dương. Với sự trỗi dậy của Cộng sản Trung Quốc, quân đội Hoa Kỳ không còn hiện diện ở lục địa nữa, tình trạng này kéo dài tới tận ngày nay.

## Chiến tranh Trung-Nhật lần hai (1937-1945)

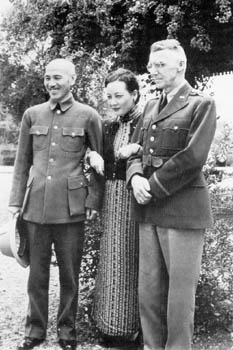
Tưởng Thống chế và phu nhân cùng với tướng Joseph Stilwell tại Miến Điện (1942).

Rất ít người Trung Quốc có ảo tưởng về những kế hoạch của Nhật Bản tại đất nước mình. Thiếu nguyên liệu thô và sức ép từ sự gia tăng dân số, Nhật Bản ban đầu chiếm Mãn Châu vào tháng 9, 1931 và đưa vị vua cũ của nhà Thanh, Phổ Nghi, lên làm lãnh đạo một chính phủ bù nhìn có tên là Mãn Châu Quốc vào năm 1932. Việc mất Mãn Châu và những tiềm năng to lớn của nó cho phát triển công nghiệp cũng như các công nghiệp quốc phòng là một cú đánh đối với nền kinh tế Quốc Dân Đảng. Hội Quốc Liên, tiền thân của tổ chức Liên Hợp Quốc, được thành lập từ cuối Chiến tranh thế giới thứ nhất không thể có hành động gì ngăn cản mưu đồ của Nhật. Nhật Bản bắt đầu tiến từ phía Nam Vạn Lý Trường Thành lên phía Bắc Trung Quốc. Tất nhiên, người Trung Quốc rất tức giận Nhật Bản nhưng họ cũng bất mãn với chính phủ Trung Hoa Dân quốc, khi ấy chỉ lo chống Cộng sản mà bỏ quên kẻ xâm lược Nhật Bản. Việc đặt nặng tầm quan trọng của "sự thống nhất bên trong quan trọng hơn mối nguy hiểm từ bên ngoài" thể hiện rõ nhất vào tháng 12 năm 1936, khi Tưởng Giới Thạch, trong một sự kiện được gọi là sự biến Tây An đã bị thuộc tướng của mình là Trương Học Lương bắt cóc và buộc phải đồng ý liên minh với những người Cộng sản chống lại Nhật Bản, coi đó là điều kiện trả tự do.
Cuộc kháng chiến của Trung Quốc được củng cố thêm sau ngày 7 tháng 7 năm 1937, khi một cuộc đụng độ xảy ra giữa quân đội Trung Quốc và quân đội Nhật Bản bên ngoài Bắc Kinh (khi ấy được đổi tên thành Bắc Bình) gần Cầu Marco Polo tức cầu Lư Câu (người Hoa gọi là "vụ Lư Câu Kiều"). Vụ rắc rối này không chỉ đánh dấu sự khởi đầu, dù không tuyên bố, của cuộc chiến giữa Hoa và Nhật mà còn khiến việc thông báo chính thức thành lập Mặt trận thống nhất thứ hai Quốc Dân Đảng-Cộng sản Đảng chống lại Nhật Bản diễn ra sớm hơn. Thượng Hải mất sau một trận chiến ba tháng kết thúc với những tổn thất nghiêm trọng của hải quân và quân đội Nhật Bản. Thủ đô Nam Kinh thất thủ tháng 12 năm 1937. Tiếp theo là hàng loạt các cuộc thảm sát và hãm hiếp thường dân trong cuộc Thảm sát Nam Kinh.
Sự hợp tác giữa Quốc Dân Đảng và Đảng Cộng sản diễn ra tạo điều kiện thuận lợi cho những nhóm Cộng sản đang bị bao vây bởi cả hai thế lực Quốc Dân Đảng - Đế quốc Nhật khi đó. Tuy nhiên, sự thiếu tin tưởng giữa hai bên hầu như chưa thay đổi. Liên minh này bắt đầu tan vỡ từ cuối năm 1938, dù Nhật Bản đã giành được và củng cố vững chắc nhiều vùng lãnh thổ ở phía Bắc Trung Quốc và vùng Đồng bằng sông Dương Tử màu mỡ ở Trung Nguyên. Sau năm 1940, những cuộc xung đột giữa Quốc Dân Đảng và Cộng sản Đảng ngày càng trở nên thường xuyên và gay gắt tại những vùng không thuộc quyền kiểm soát của Nhật. Đảng Cộng sản mở rộng ảnh hưởng của mình ở bất cứ cơ hội nào có thể và thể hiện mình là những tổ chức to lớn với cách quản lý hành chính hiện đại, cùng với những cải cách ruộng đất và thuế má khiến nông dân ùn ùn theo họ; trong khi Quốc Dân Đảng tìm cách kiểm soát và ngăn cản sự mở rộng ảnh hưởng của Đảng Cộng sản.
Năm 1945, Trung Hoa Dân quốc xuất hiện sau cuộc thế chiến thứ hai (1939–1945) với vị thế và hình tượng trong mắt quốc tế là một cường quốc lớn mạnh giành chiến thắng cũng như là một đồng minh vĩ đại của phe Đồng minh nhưng trên thực tế là một đất nước với nền kinh tế suy yếu và đang bên bờ một cuộc nội chiến. Kinh tế bị phá hủy, kiệt quệ để thỏa mãn các nhu cầu chiến tranh với bên ngoài cũng như các cuộc tranh giành từ bên trong, lạm phát gia tăng với những kẻ đầu cơ, tích trữ, và cất giấu. Nạn đói đến cùng với chiến tranh, hàng triệu người mất nhà cửa vì lũ lụt và tình trạng bất ổn khắp nơi trên đất nước. Tình hình càng rắc rối thêm khi Đồng minh, theo Hội nghị Yalta vào tháng 2 năm 1945 cho phép quân đội Liên Xô tiến vào Mãn Châu nhằm thúc đẩy quá trình tiêu diệt quân đội Nhật Bản. Dù người Trung Quốc không hề có mặt tại Yalta, họ chỉ được tham vấn; và họ đã đồng ý cho người Nga tiến vào với hy vọng Liên Xô sẽ chỉ đàm phán với chính phủ Quốc Dân Đảng. Sau cuộc chiến, Liên Xô, như một phần của thỏa thuận Yalta, cho phép họ tăng cường ảnh hưởng tại Mãn Châu, phá hủy và dỡ bỏ quá nửa số thiết bị quân sự của Nhật tại đó. Sự hiện diện của Liên Xô tại vùng Tây Bắc Trung Quốc cho phép Đảng Cộng sản Trung Hoa đủ thời gian để tự trang bị cho mình với các vũ khí của quân đội Nhật. Các vấn đề phục hồi các vùng đất chiếm đóng cũ của Nhật và tái thiết đất nước sau những sự tàn phá của chiến tranh bắt đầu được đặt ra.

## Nội chiến (1945-1949)
Trong Chiến tranh thế giới thứ hai, Hoa Kỳ nổi lên với vai trò một nhân tố quan trọng trong các vấn đề của Trung Quốc. Với tư cách một nước đồng minh, Hoa Kỳ tiến hành một chương trình viện trợ quân sự và tài chính ồ ạt cho Trung Quốc vào cuối năm 1941. Tháng 1 năm 1943 Hoa Kỳ và Anh Quốc muốn sửa đổi các hiệp ước cũ của họ với Trung Quốc, chấm dứt một thế kỷ của các quan hệ bất bình đẳng. Chỉ trong vài tháng, một hiệp ước mới được ký kết giữa Hoa Kỳ và Cộng hòa Trung Hoa về việc quân đội Hoa Kỳ đồn trú tại Trung Quốc cho mục tiêu chung chống Nhật Bản. Tháng 12 năm 1943 các Đạo luật Loại trừ Trung Quốc ở thập kỷ 1880 và các điều luật do Quốc hội Hoa Kỳ lập ra nhằm hạn chế người Trung Quốc nhập cư vào Hoa Kỳ bị bãi bỏ.
Ban đầu, chính sách thời chiến của Hoa Kỳ có mục tiêu giúp đỡ Trung Quốc trở thành một đồng minh mạnh và là một lực lượng ổn định thời hậu chiến ở Đông Á. Tuy nhiên, khi các cuộc xung đột giữa Quốc Dân Đảng và Đảng cộng sản ngày càng ác liệt, những nỗ lực hòa giải của Hoa Kỳ nhằm đưa hai bên vào trong một lực lượng chống Nhật hiệu quả không mang lại thành công. Tới cuối cuộc chiến, Hải quân Hoa Kỳ đã được triển khai để giữ Bắc Bình và Thiên Tân để ngăn cản một cuộc tấn công bất ngờ có thể xảy ra từ phía Liên Xô, và hỗ trợ hậu cần cho các lực lượng Quốc Dân Đảng ở phía bắc và đông bắc Trung Quốc.
Thông qua ảnh hưởng của mình, Hoa Kỳ đã dàn xếp một thỏa thuận ngừng bắn giữa hai bên vào tháng 1 năm 1946, nhưng các trận đánh giữa Quốc Dân Đảng và Đảng cộng sản lại nhanh chóng tái phát. Tư tưởng bất mãn của dân chúng về sự quản lý hành chính yếu kém của chính phủ Trung Hoa Dân Quốc ngày càng tăng cộng thêm sự xúi bẩy của những người Cộng sản gây ra vụ phản kháng sinh viên toàn quốc chống lại việc xử lý sai một vụ cáo buộc hãm hiếp đầu năm 1947 và những cuộc biểu tình toàn quốc khác chống lại những cải cách tiền tệ cuối năm ấy. Nhận thấy những nỗ lực can thiệp vũ trang trên diện rộng nhưng ở thời gian ngắn của mình không thể giúp chấm dứt cuộc chiến, Hoa Kỳ rút các phái bộ do Tướng George Marshall chỉ huy về nước năm 1947. Cuộc nội chiến Trung Quốc, trong đó Hoa Kỳ ủng hộ Quốc Dân Đảng với những khoản viện trợ kinh tế và vũ khí lớn tuy nhiên không trực tiếp tham chiến, ngày càng lan rộng. Các trận đánh không còn chỉ với mục tiêu giành đất đai mà còn để lôi kéo dân chúng.

Phe Quốc dân Đảng rút về Đài Loan: sau khi phe Quốc dân Đảng mất Nam Kinh, họ lui về Quảng Châu (Canton), sau đó tới Trùng Khánh (Chungking), trước khi bỏ chạy ra đảo Đài Loan.

Mãi sau này chính phủ Trung Hoa Dân Quốc mới nhận thấy sự cần thiết phải lấy lòng dân thông qua các cuộc cải cách từ bên trong. Tuy nhiên nỗ lực của họ không thành công vì tình trạng tham nhũng tràn lan trong chính phủ và những hỗn loạn về chính trị cũng như kinh tế. Tới cuối năm 1948 tình hình của Quốc Dân Đảng đã nguy ngập. Những đội quân vô kỷ luật và mất tinh thần của họ không thể là đối thủ của Quân đội Giải phóng Nhân dân, trước đó thường được gọi là Hồng quân, của Đảng Cộng sản. Những người cộng sản đã chắc chân ở phía bắc và đông bắc.
Dù Quốc Dân Đảng có ưu thế về quân số và vũ khí, kiểm soát diện tích lãnh thổ rộng với dân số đông hơn đối thủ cũng như được hỗ trợ nhiều từ quốc tế, họ đã kiệt lực vì mất đi sự ủng hộ của đa số người dân cũng như các cuộc chiến tranh giành quyền lực bên trong. Họ cũng đánh mất chính nghĩa cuộc chiến vào tay Đảng Cộng sản, nhân dân chán ngán với tình trạng tham nhũng của Quốc Dân Đảng còn binh sĩ Quốc dân đảng chỉ mong muốn buông súng đầu hàng. Tháng 1 năm 1949 Bắc Bình bị Đảng Cộng sản chiếm mà không mất một viên đạn, những người Cộng sản lại đổi tên thành phố thành Bắc Kinh. Từ tháng 4 đến tháng 11, các thành phố chính lần lượt rơi từ tay Quốc Dân Đảng vào tay Đảng Cộng sản với những chống cự nhỏ nhoi nhất. Trong đa số trường hợp, vùng nông thôn và các thị trấn nhỏ quanh đó đã rơi vào tầm ảnh hưởng Đảng Cộng sản từ rất lâu trước đó.
Sau khi Tưởng Giới Thạch và vài trăm nghìn quân Trung Hoa Dân Quốc cùng 2 triệu người, đa số là quan chức chính phủ và giới thương gia, chạy từ lục địa tới hòn đảo Đài Loan (đã rơi vào tay Quốc Dân Đảng từ năm 1945), chỉ còn một số cuộc kháng cự lẻ tẻ. Tháng 12 năm 1949 Tưởng Giới Thạch tuyên bố Đài Bắc, Đài Loan, trở thành thủ đô tạm thời của Trung Hoa Dân Quốc.

## Trung Hoa Dân Quốc ở Đài Loan, 1945/1949–nay

### Căng thẳng giữa dân địa phương và người lục địa
Sau Chiến tranh thế giới thứ hai, Hoa Kỳ chấp nhận sự đầu hàng của Nhật Bản và cho phép chính phủ Trung Hoa Dân Quốc chiếm giữ đảo Đài Loan. Chính phủ Trung Hoa đã cử tướng Trần Nghi (陳儀) làm Tổng đốc (hành chính trưởng quan) kiêm Tư lệnh (Cảnh bị Tổng Tư lệnh) Đài Loan, tới nhận văn bản đầu hàng của Toàn quyền Nhật Bản cuối cùng, ông Ando Rikichi ngày 24 tháng 10 về việc Nhật Bản đầu hàng vào ngày hôm sau. Từ thời điểm đó Đài Loan thuộc quyền kiểm soát hành chính quân sự của Trung Hoa Dân Quốc.
Trong giai đoạn hậu chiến, chính quyền Quốc Dân Đảng tại Đài Loan bị một số người coi là không thích hợp và tham nhũng. Bạo lực chống người lục địa nổ ra ngày 28 tháng 2 năm 1947 tiếp sau một vụ cướp cò súng. Vụ bạo loạn ngày 28 tháng 2 nổi tiếng này cũng được gọi là Vụ bạo loạn 228, trở thành một sự kiện chủ chốt hình thành nên bản sắc nhà nước Đài Loan hiện đại ngày nay. Trong nhiều tuần sau vụ đó, nhiều người Đài Loan nổi dậy, tham gia vào những vụ phản kháng khắp đất nước và kiểm soát được nhiều phần rộng lớn trên hòn đảo. Tổng đốc Trần Nghi trong khi tìm cách đàm phán tạo dựng sự tin cậy lẫn nhau với những nhà lãnh đạo phong trào phản kháng, kêu gọi đưa lính từ lục địa tới. Quốc Dân Đảng, tuyên bố "sợ sự xâm nhập của Cộng sản", đã thành lập lên một lực lượng quân sự lớn để đàn áp cuộc nổi dậy ở Đài Loan, giết hại nhiều người và bỏ tù nhiều người khác. Nhiều người Đài Loan từng thuộc các nhóm cầm quyền thời Nhật Bản trở thành nạn nhân Vụ 228, cũng như các công dân lục địa phải chịu đựng nhiều vụ trả thù. Tiếp sau đó là phong trào "khủng bố trắng" với hàng ngàn người bị bỏ tù và hành quyết vì bất đồng chính kiến với Quốc Dân Đảng, đa phần nạn nhân thuộc tầng lớp cao trong xã hội Đài Loan - các lãnh đạo chính trị, các gia đình giàu có, trí thức v.v. Ngày nay vẫn còn tồn tại một số phân biệt giữa những người tới Đài Loan trước và sau năm 1945.

### Phát triển kinh tế
Với sự hỗ trợ từ Đạo luật Trợ giúp Trung Hoa năm 1948 và Ủy ban Hỗn hợp Trung-Mỹ về Tái thiết Nông thôn, Chính phủ Trung Hoa Dân Quốc đã áp dụng nhiều chương trình cải cách ruộng đất sâu rộng và rất có hiệu quả ở Đài Loan trong thập kỷ 1950. Họ tái phân phối đất đai cho các nông dân và bồi thường cho những chủ đất lớn bằng các chứng chỉ và cổ phần trong những nhà máy công nghiệp của nhà nước. Tuy nhiên, trong một số trường hợp, đất đai bị tịch thu để làm giàu cho nhà nước, cho Quốc Dân Đảng, hay cho túi tiền cá nhân các quan chức.
Trên tổng thể, dù cải cách khiến một số chủ đất lớn bị nghèo đi, những người khác chuyển các khoản bồi thường của mình thành tiền vốn và bắt đầu thành lập các công ty sản xuất công nghiệp hoặc kinh doanh thương mại. Những ông chủ mới đó trở thành những nhà tư bản công nghiệp đầu tiên của Đài Loan. Cùng với những nhà buôn di cư tới trước đó từ lục địa, họ điều hành sự chuyển tiếp của Đài Loan sang một nền kinh tế công nghiệp, thương mại và dịch vụ.
Sự phát triển kinh tế của Đài Loan đã trở thành một hiện tượng biến họ trở thành một trong bốn con Hổ Đông Á, cùng với Hồng Kông, Singapore, và Hàn Quốc, dù vẫn còn nhiều vấn đề phải giải quyết trong quá trình tư nhân hóa các ngành công nghiệp nhà nước và cải cách lĩnh vực hành chính.

### Thoái trào trong quan hệ đối ngoại
Thập kỷ 1970 là khoảng thời gian diễn ra sự thay đổi trong quan hệ quốc tế, chuyển từ công nhận Trung Hoa Dân Quốc sang Cộng hòa Nhân dân Trung Hoa. Sau Chiến tranh thế giới thứ hai, Trung Hoa Dân Quốc từng là một trong thành viên sáng lập Liên Hợp Quốc và giữ ghế của Trung Quốc tại Hội đồng bảo an cho đến tận năm 1971, khi họ bị Nghị quyết 2758 của Đại hội đồng trục xuất và thay thế ở mọi tổ chức của Liên Hợp quốc bởi nước Cộng hòa Nhân dân Trung Hoa cộng sản. (Nhiều nỗ lực của Trung Hoa Dân Quốc nhằm tái gia nhập Liên hiệp quốc chưa từng mang lại thành công. Xem Trung Quốc và Liên Hợp Quốc.) Từ thập kỷ 1980, số lượng các nước chính thức công nhận Trung Hoa Dân Quốc đã giảm xuống chỉ còn 25. Cộng hòa Nhân dân Trung Hoa từ chối giữ quan hệ ngoại giao với bất kỳ nước nào chính thức công nhận Trung Hoa Dân Quốc, dẫn tới một sự rắc rối trong vị thế chính trị Đài Loan (xem thêm quan hệ nước ngoài của Đài Loan). Quân đội Hoa Kỳ từng đồn trú tại Đài Loan sau chiến thắng của những người Cộng sản nhằm giúp bảo vệ hòn đảo chống lại sự xâm lược từ lục địa. Quân đội Hoa Kỳ tiếp tục đóng tại đây tới khi các quan hệ ngoại giao của họ với Trung Hoa Dân Quốc chấm dứt năm 1979 nhưng tới tận thời điểm hiện tại, họ vẫn giữ một sự hiện diện tình báo quan trọng ở đây.

### Cải cách dân chủ
Tưởng Kinh Quốc, con trai và là người kế tục Tưởng Giới Thạch đã tự do hóa hệ thống chính trị đất nước. Các sự kiện như vụ Bạo loạn Cao Hùng năm 1979 càng minh chứng cho sự cần thiết phải thay đổi và các tổ chức như Ân xá quốc tế kêu gọi một chiến dịch phản đối chính phủ và Tổng thống Tưởng Kinh Quốc. Năm 1986, Đảng Dân chủ Tiến bộ (DPP) ra đời với tư cách đảng đối lập đầu tiên tại Trung Hoa Dân Quốc trước Quốc Dân Đảng. Một năm sau Tưởng Kinh Quốc bãi bỏ thiết quân luật. Tưởng Kinh Quốc lựa chọn Lý Đăng Huy, một nhà kỹ trị người Đài Loan làm Phó tổng thống. Hành động này cùng nhiều cải cách khác khiến những người gốc Đài Loan có nhiều quyền lực hơn và tư tưởng chống Quốc Dân Đảng đã có phần dịu bớt.
Sau cái chết của Tưởng Kinh Quốc năm 1988, Tổng thống tiếp theo, Lý Đăng Huy tiếp tục giao thêm quyền quản lý chính phủ cho những người gốc Đài Loan và dân chủ hóa chính phủ. Dưới thời Lý Đăng Huy, Đài Loan trải qua một quá trình địa phương hoá trong đó văn hóa và lịch sử địa phương được thúc đẩy phát triển hơn trên quan điểm một nước Trung Hoa toàn diện. Những cuộc cải cách của Lý Đăng Huy gồm cả việc phát hành tiền giấy từ Ngân hàng Trung ương chứ không phải Ngân hàng Tỉnh Đài Loan và làm tê liệt Chính phủ cấp tỉnh Đài Loan (ví dụ, tước đa số quyền lực của chính phủ cấp tỉnh và trao những quyền đó cho chính phủ trung ương hay chính phủ địa phương). Thời gian này, những thành viên cũ của Viện Lập pháp và Quốc hội, được bầu năm 1947 để đại diện cho những hiến pháp ở lục địa, bị buộc phải giải tán năm 1991. Những hạn chế việc sử dụng tiếng Đài Loan trên các phương tiện truyền thông và trong trường học cũng được bãi bỏ.
Tuy nhiên, Lý Đăng Huy không thành công trong việc xóa bỏ tham nhũng vốn đã phát triển mạnh từ thời cầm quyền độc tài của Quốc Dân Đảng. Nhiều người trung thành với Quốc Dân Đảng cảm thấy Lý Đăng Huy đang phản bội lại Trung Hoa Dân Quốc bằng cách đưa những cuộc cải cách đi quá xa, trong khi những người gốc Đài Loan cho rằng chúng vẫn còn chưa đủ.
Lý Đăng Huy là người vị Tổng thống Đài Loan đầu tiên nắm quyền thông qua bầu cử trực tiếp trước đối thủ của Đảng Tiến bộ Dân chủ và là người thuộc phe đối lập cũ Bành Minh Mẫn. Trước khi cuộc bầu cử diễn ra Cộng hòa Nhân dân Trung Hoa tiến hành một loạt các vụ thử tên lửa ở Eo biển Đài Loan với hàm ý đe dọa. Chiến thuật gây hấn khiến Tổng thống Hoa Kỳ Bill Clinton viện dẫn Đạo luật Quan hệ Đài Loan và gửi tàu sân bay vào trong vùng biển phía nam Đài Loan nhằm giám sát tình hình.
Một trong những hành động cuối cùng của Lý Đăng Huy trên cương vị tổng thống là tuyên bố trên đài phát thanh Đức rằng Cộng hòa Trung Hoa và Cộng hòa Nhân dân Trung Hoa ở Trung Quốc có một "mối quan hệ đặc biệt giữa quốc gia với quốc gia". Tuyên bố của Lý Đăng Huy trùng thời điểm với cuộc diễn tập quân sự của Quân đội Giải phóng Nhân dân Cộng hòa Nhân dân Trung Hoa tại Phúc Kiến khiến thế giới lo ngại về nguy cơ bùng phát chiến tranh.

Cờ Ngũ Sắc (năm màu), cờ Trung Hoa Dân Quốc 1912–1928, tượng trưng cho 5 sắc dân Hán, Mãn, Mông, Hồi, và Tạng

Cờ "Thanh thiên, bạch nhật, Mãn địa hồng" (xanh da trời, trắng Mặt Trời, và nền đỏ đất), cờ Trung Hoa Dân Quốc 1928–nay

### Trung Hoa Dân Quốc thế kỷ XXI
Cuộc bầu cử tổng thống năm 2000 đã đánh dấu sự kết thúc vai trò đảng cầm quyền của Quốc Dân Đảng. Ứng cử viên Đảng Dân chủ Tiến bộ đối lập Trần Thủy Biển chiến thắng trong cuộc đua tay ba, đây cũng là lần đầu tiên Liên minh Xanh của Quốc Dân Đảng bị chia rẽ với ứng cử viên tự do Tống Sở Du (cựu thành viên Quốc Dân Đảng) và ứng cử viên Quốc Dân Đảng Liên Chiến. Trần Thủy Biển giành 39% số phiếu. Sau cuộc bầu cử, Tống Sở Du thành lập Thân Dân Đảng (親民黨, People First Party).
Trần Thủy Biển tái cử chỉ với chênh lệch nhỏ 0.2% số phiếu trong cuộc bầu cử tổng thống năm 2004 trước đối thủ, chủ tịch Quốc Dân Đảng Liên Chiến liên minh cùng Chủ tịch Đảng Nhân dân Đệ Nhất Tống Sở Du. Hôm trước cuộc bầu cử, cả Trần Thủy Biển và Phó tổng thống Lữ Tú Liên (nữ) đều bị bắn khi đang cổ động tranh cử tại Thành phố Đài Nam. Thương tích của họ không nghiêm trọng, nhưng vụ việc này được cho là đã giúp làm tăng thiện cảm của dân chúng, ảnh hưởng tới kết quả cuộc bầu cử. Vụ này cũng là cái cớ để tổng thống Trần Thủy Biển tuyên bố tình trạng khẩn cấp quân sự, để ngăn cảnh sát và quân đội, vốn ủng hộ liên minh Quốc Dân Đảng, tham gia bầu cử. Liên Chiến không chấp nhận kết quả bầu cử, kêu gọi tái kiểm phiếu. Quốc Dân Đảng và những người ủng hộ Đảng Thân Dân tổ chức những cuộc tuần hành phản đối lớn trong nhiều tuần lễ sau đó. Cuối cùng, Quốc Dân Đảng và Thân Dân Đảng đưa vụ việc ra trước tòa án. Tòa án tối cao ra lệnh tái kiểm phiếu trên toàn quốc và không tìm thấy bằng chứng cho các cáo buộc của Quốc Dân Đảng và Thân Dân Đảng. Tòa án phán quyết rằng kết quả bầu cử là hợp pháp và có giá trị.
Trong cuộc bầu cử lập pháp tổ chức ngày 8 tháng 12 năm 2004, Liên minh Toàn Lam Quốc Dân Đảng - Thân Dân Đảng thắng cử với đa số mong manh nhưng cũng đủ khiến Tổng thống Trần Thủy Biển phải từ chức Chủ tịch Đảng Dân Tiến. Chính phủ của Thủ tướng Du Tích Khôn từ chức, và Tạ Trường Đình lên nắm quyền ngày 25 tháng 1 năm 2005.
Trong một động thái mà một số người coi là phản ứng trước việc Trần Thủy Biển được tái cử, Cộng hòa Nhân dân Trung Hoa đưa ra một dự luật luật chống ly khai cho phép sử dụng vũ lực với Đài Loan và chính phủ Trung Hoa Dân Quốc nếu họ chính thức tuyên bố độc lập. Tuy nhiên, luật này gặp phải sự phản đối rộng rãi từ hầu như mọi đảng phái chính trị và những nhân vật nổi tiếng tại Trung Hoa Dân Quốc cũng như từ các nước Phương Tây. Những cuộc đàm phán diễn ra trong tháng 1 tại Ma Cao giữa các quan chức hàng không hai bên dẫn tới thỏa thuận cho phép các chuyến bay thẳng qua eo biển giữa Trung Hoa đại lục và Đài Loan trong dịp Tết Nguyên Đán. Trong một loạt những sự kiện có tính đột phá, Tổng thống Trần Thủy Biển và Chủ tịch Đảng Thân Dân Tống Sở Du đã có cuộc gặp gỡ với nhau và vị tổng thống ngả theo chiều hướng độc lập đã nói rằng việc thống nhất với Đại lục cũng có thể là một ý kiến xem xét. Phản đối lại dự luật chống ly khai của Cộng hòa Nhân dân Trung Hoa, Tổng thống Trần Thủy Biển đã tham gia một cuộc hội thảo qua truyền hình với Nghị viện châu Âu ở Brussels thúc giục Liên minh châu Âu không dỡ bỏ lệnh cấm vận vũ khí với Cộng hòa Nhân dân Trung Hoa.
Chính trị trong nước ở thời cầm quyền của Tổng thống Trần Thủy Biển hoàn toàn bế tắc khi Quốc Dân Đảng cùng Thân Dân Đảng nắm Liên Minh Toàn Lục đa số trong quốc hội. Những vấn đề không thể hoàn thành ở thời kỳ này vì sự bế tắc chính trị là dự định mua các loại vũ khí hiện đại để tăng cường sức mạnh quân sự của Trung Hoa Dân Quốc như, máy bay chống tàu ngầm P-3 Orion từ chính phủ Mỹ, vấn đề cải cách luật pháp ngân hàng giúp củng cố nhiều ngân hàng trong nước bởi không một ngân hàng chiếm tới 10% thị phần trong nước. Cũng cần lưu ý rằng tổng thống Trung Hoa Dân Quốc, không giống như tổng thống Hoa Kỳ, không có quyền phủ quyết, khiến ông ta không có được một con bài cần thiết khi đàm phán với nhánh lập pháp đối lập, không cần biết nghị viện đó chiếm đa số mong manh tới mức nào.
Hiến pháp đã được sửa đổi thêm nữa trong năm 2005, tạo ra một hệ thống bầu cử kép, với các ghế đại diện theo đa số và các ghế đại diện theo tỷ lệ, cùng lúc ấy bãi bỏ Quốc hội, chuyển đa số quyền lực cũ của nó vào tay Lập Pháp Viện, và quy định những sửa đổi hơn nữa cần phải được thông qua bởi một cuộc trưng cầu dân ý. Hiến pháp tiếp tục được sửa đổi, và có lẽ sẽ tiến tới việc tạo lập một sự cân bằng quyền lực giữa tổng thống và Nghị viện. Vấn đề chính thức tuyên bố độc lập của Đài Loan cũng luôn là một câu hỏi hiến pháp.